# Hilaroleopsis nigerrima
Hilaroleopsis nigerrima är en skalbaggsart som först beskrevs av Aurivillius 1923.  Hilaroleopsis nigerrima ingår i släktet Hilaroleopsis och familjen långhorningar.
Artens utbredningsområde är Guatemala. Inga underarter finns listade i Catalogue of Life.